# Cerebro en una cubeta

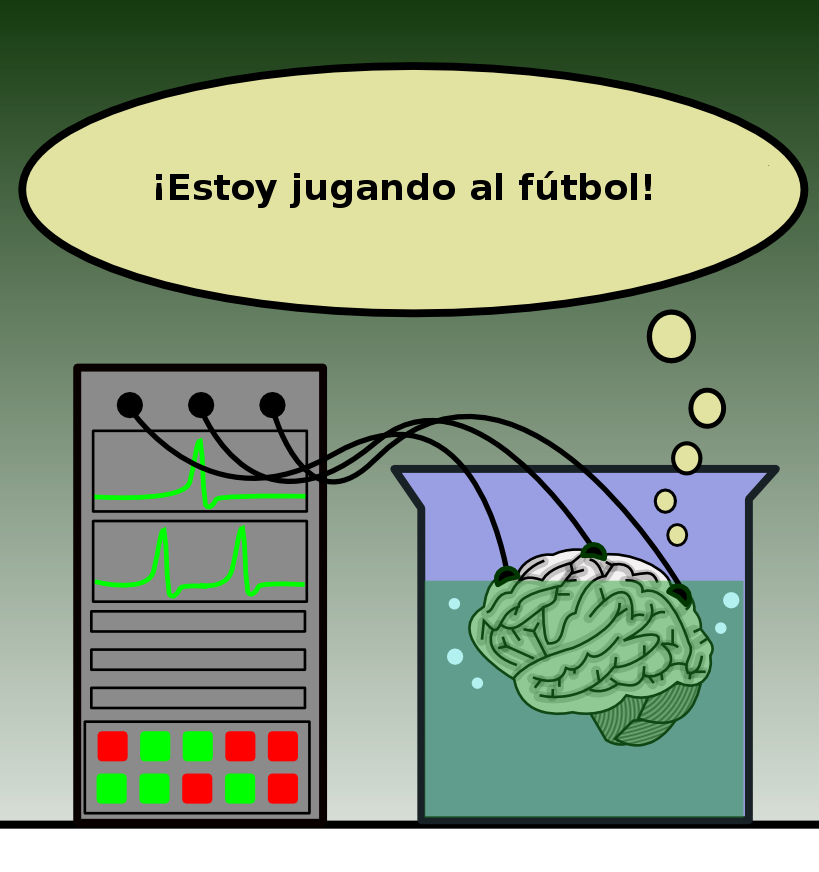
Una imagen un tanto humorística acerca de un cerebro en una cubeta.

El experimento del cerebro en una cubeta es un experimento mental que pretende arrojar luz, desde el punto de vista de la filosofía, sobre ciertas características de nuestra idea del conocimiento, la realidad, la verdad, la propia mente (cerebro en funcionamiento) y los significados.
El experimento en muchos sentidos es una revisión contemporánea de la hipótesis del genio maligno propuesta por René Descartes en sus Meditaciones metafísicas.
La hipótesis de simulación de Nick Bostrom desarrolla el experimento mental del dios maligno de René Descartes, pero la lleva más allá por analogía en una realidad simulada futura.
El experimento del cerebro en una cubeta parte de la idea, utilizada en muchas historias de ciencia ficción, de que un científico podría sacar el cerebro de una persona de su cuerpo, introducirlo en una cubeta llena de un líquido que lo mantuviera vivo y conectar sus neuronas mediante cables a una supercomputadora que le proporcionaría impulsos eléctricos idénticos a los que recibe un cerebro en condiciones normales.
En el libro Introducción a la Epistemología Contemporánea Jonathan Dancy plantea directamente la realidad en tales términos:

Usted no sabe que no es un cerebro, suspendido en una cubeta llena de líquido en un laboratorio, y conectada a un computador que lo alimenta con sus experiencias actuales bajo el control de algún ingenioso científico técnico (benévolo o maligno, de acuerdo a su gusto). Puesto que, si usted fuera un cerebro así, asumiendo que el científico es exitoso, nada dentro de sus experiencias podría revelar que usted lo es; ya que sus experiencias son, según la hipótesis, idénticas con las de algo que no es un cerebro en la cubeta. Como usted sólo tiene sus propias experiencias para saberlo, y esas experiencias son las mismas en cualquier situación, nada podría mostrarle cuál de las dos situaciones es la real.
Introduction to Contemporary Epistemology, 10.

De acuerdo con estas teorías, la computadora estaría simulando una realidad virtual (incluyendo respuestas apropiadas a las interacciones del propio cerebro) y la persona a la que pertenece el cerebro continuaría teniendo experiencias completamente normales sin estar éstas sujetas a objetos o eventos del mundo real, sin llegar a tener nunca el usuario la certeza empírica de ello.

## Biología
Un cerebro aislado es un cerebro que se mantiene vivo in vitro, ya sea por perfusión o por un sustituto de sangre, a menudo una solución oxigenada de varias sales, o sumergiendo el cerebro en líquido cefalorraquídeo artificial (LCR) oxigenado. Es la contrapartida biológica del cerebro en una cubeta. Un concepto relacionado, unir el cerebro o la cabeza al sistema circulatorio de otro organismo, se denomina trasplante de cabeza. Un cerebro aislado puede ser también conectado a un dispositivo de perfusión artificial en lugar de a un cuerpo biológico.
Los cerebros de muchos organismos diferentes se han mantenido vivos in vitro durante horas o, en algunos casos, días. El sistema nervioso central de los animales invertebrados a menudo se mantiene fácilmente ya que necesitan menos oxígeno y obtienen su oxígeno en mayor medida del LCR; por esta razón sus cerebros se mantienen más fácilmente sin perfusión. Los cerebros de mamíferos, por otro lado, tienen un grado mucho menor de supervivencia sin perfusión y generalmente se usa una perfusión de sangre artificial.
Por razones metodológicas, la mayoría de las investigaciones sobre cerebros de mamíferos aislados se han realizado con cobayos. Estos animales tienen una arteria basilar significativamente más grande (una de las principales arterias del cerebro) en comparación con las ratas y los ratones, lo que facilita mucho la canulación (para suministrar LCR).

### Historia
- 1812: Julien Jean César Le Gallois (alias Legallois) planteó la idea original de resucitar cabezas cortadas mediante el uso de transfusiones de sangre.[8]
- 1818 – Mary Shelley publica Frankenstein, o, el moderno Prometeo.
- 1836 – Astley Cooper demostró en conejos que la compresión de las arterias carótida y vertebral conduce a la muerte de un animal; tales muertes se pueden prevenir si la circulación de sangre oxigenada al cerebro se restablece rápidamente.[9]
- 1857 - Charles Brown-Sequard decapitó a un perro, esperó diez minutos, colocó cuatro tubos de goma en los troncos arteriales de la cabeza e inyectó sangre que contenía oxígeno por medio de una jeringa. Dos o tres minutos después se reanudaron los movimientos voluntarios de los ojos y los músculos del hocico. Después del cese de la transfusión de sangre oxigenada, los movimientos se detuvieron.[10]
- 1887: Jean Baptiste Vincent Laborde hizo lo que parece ser el primer intento registrado de revivir las cabezas de criminales ejecutados al conectar la arteria carótida de la cabeza humana cortada con la arteria carótida de un perro grande.[11] Según el relato de Laborde, en experimentos aislados se logró una restauración parcial de la función cerebral.[11]
- 1912 - Corneille Heymans mantuvo con vida la cabeza de un perro aislado al conectar la arteria carótida y la vena yugular de la cabeza cortada con la arteria carótida y la vena yugular de otro perro. El funcionamiento parcial de la cabeza cortada se mantuvo durante algunas horas.[12]
- 1928: Sergey Bryukhonenko demostró que se podía mantener con vida la cabeza decapitada de un perro conectando la arteria carótida y la vena yugular a una máquina de circulación artificial.[13][14][15]
- 1963: Robert J. White aisló el cerebro de un mono y lo adjuntó al sistema circulatorio de otro animal.[16]
- 1993 – Rodolfo Llinás sumergió el cerebro de cobayas en un sistema de profusión fluídica in vitro que sobrevivió alrededor de 8 horas e indica que los potenciales de campo eran muy similares a los descritos in vivo.[17]
- En 1970, después de una larga serie de experimentos preliminares, Robert J. White trasplantó la cabeza de un mono al cuerpo de otro mono. Debido a que la cirugía incluía cortar la columna vertebral a la altura del cuello, los sujetos quedaron paralizados del cuello hacia abajo. Después de la cirugía, debido a que los nervios craneales dentro del cerebro aún estaban intactos y alimentados por el sistema circulatorio del nuevo cuerpo, el mono aún podía oír, oler, saborear, comer y seguir objetos con los ojos.[18] En última instancia, el rechazo inmunológico hizo que el mono muriera después de nueve días.[19] Jerry Silver, un experto en la regeneración de nervios cortados, calificó los experimentos de White con monos como "bastante bárbaros".[20] La continuación del trabajo de White en la investigación y aplicación de trasplantes de cabeza ha sido discutida recientemente en la literatura neuroquirúrgica por Sergio Canavero.[21]
- En 2004, Thomas DeMarse y Karl Dockendorf realizaron un "control de vuelo adaptativo con redes neuronales vivas en matrices de microelectrodos".[22][23]
- En 2008 los equipos del Instituto de Tecnología de Georgia y la Universidad de Reading crearon entidades neurológicas integradas con un cuerpo de robot. El cerebro recibe información de sensores en el cuerpo del robot y la salida resultante del cerebro proporciona las únicas señales motoras del robot.[24][25]
- En 2014 la viabilidad de la reconstrucción de la médula espinal y el enlace cefaloespinal en humanos recibió apoyo de un estudio alemán.[26]